# Леонард Бучковський
Леонард Бучковський (пол. Leonard Buczkowski; 5 серпня 1900, Варшава, Царство Польське — 19 лютого 1967, Варшава, Польща) — польський режисер та сценарист.

## Біографія
Перед війною зняв найдорожчий польський баталістичний фільм «Зоряна ескадра». Фільм був знятий у 1930 році і розповідав про групу американських пілотів, які сформували в Польщі «Костюшківську ескадрилью» і воювали в лавах польської армії протягом 1918—1920 років під час польсько-більшовицької війни. Всі копії цього фільму були знищені або ж вивезені росіянами після 1945 року.
Зняв перший після Другої світової війни польський повнометражний фільм — «Заборонені пісеньки» (1947). Був режисером першої польської повоєнної комедії — «Скарб» (1949). У 1954 році став режисером першого кольорового польського фільму «Пригода на Марієнштаті». Він же зняв військову драму «Орел», представлену на Першому Московському міжнародному кінофестивалі (1959). Його короткий фільм «В селянські руки» не пропустила цензура.
Був одружений з актрисою «Барбарою Орвід».

## Вибрана фільмографія
- 1928 — Божевільні / Szaleńcy
- 1930 — Gwiaździsta eskadra
- 1932 — Szyb L-23
- 1935 — Рапсодія Балтики / Rapsodia Bałtyku
- 1936 — Wierna rzeka
- 1936 — Straszny dwór
- 1938 — Florian
- 1939 — Biały Murzyn
- 1942 — Testament profesora Wilczura
- 1946 — Заборонені пісеньки / Zakazane piosenki
- 1949 — Скарб / Skarb
- 1951 — Pierwszy start
- 1954 — Przygoda na Mariensztacie
- 1956 — Справа пілота Мареша / Sprawa pilota Maresza
- 1958 — Deszczowy lipiec
- 1959 — Orzeł
- 1961 — Czas przeszły
- 1963 — Smarkula
- 1964 — Przerwany lot
- 1966 — Marysia i Napoleon